# Détournement du vol Paris-Nice du 18 octobre 1973
Pour un article plus général, voir Les Aventures de Rabbi Jacob.
Le 18 octobre 1973, le Boeing 727-228 assurant le vol Paris-Nice est détourné par Danielle Cravenne pour protester contre la sortie le même jour du film Les Aventures de Rabbi Jacob.
Le film, réalisé par Gérard Oury, avec Louis de Funès dans le rôle principal, est une comédie traitant de l’antisémitisme et des relations entre Arabes et Juifs, à une époque où celles-ci sont très tendues. 
Le publicitaire Georges Cravenne est chargé de la promotion du film, qui doit sortir le 18 octobre 1973. Le 6 octobre 1973, l'opération Badr commence et fait déclencheur de ce qui allait devenir la Guerre du Kippour : les Égyptiens et les Syriens attaquent Israël par surprise, le jour de Kippour, avec le soutien de plusieurs pays arabes (Arabie Saoudite, Jordanie, Irak, Algérie). 
Malgré les circonstances et les menaces, la sortie des Aventures de Rabbi Jacob n'est pas repoussée.
Le jour de la sortie en salles du film, Danielle Cravenne, épouse de Georges Cravenne, détourne le vol Paris-Nice d'Air France. Très touchée par le déclenchement de la guerre et croyant que le film est « pro-sioniste », elle réclame l'annulation de sa sortie, formule d'autres revendications en rapport avec le conflit et demande à atterrir au Caire en Égypte. Elle est décrite comme fragile psychologiquement par les autorités, et ses revendications sont jugées incohérentes. 
Avec son accord, l'avion se pose finalement à l'aéroport de Marseille-Marignane, pour un prétendu ravitaillement en kérosène pour joindre Le Caire. Après l'évacuation des passagers, des membres du GIPN s'introduisent dans l'avion et ouvrent le feu sur Danielle Cravenne qui meurt ensuite dans l'ambulance qui la conduit vers une clinique, à l'âge de 35 ans. Les policiers déclarent avoir agi en légitime défense. 
Georges Cravenne, convaincu que la mort de sa femme aurait pu être évitée, intente un procès à l’État, sans succès.
Bien qu'insolite, le fait divers est rapidement oublié et demeure méconnu, malgré le succès du film qui l'a suscité.

## Historique

### Contexte

#### Un point culminant du conflit israélo-arabe

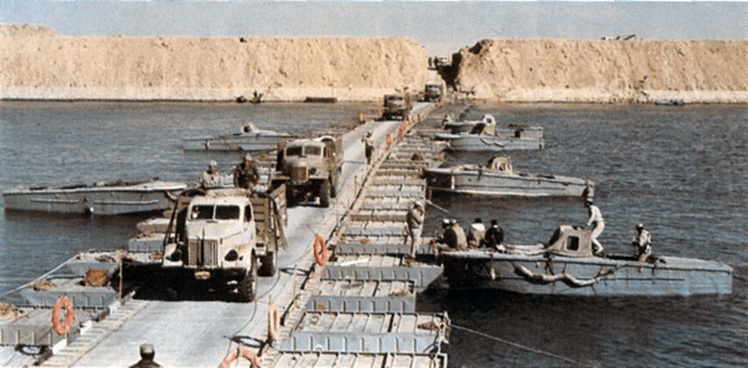
La traversée par l'armée égyptienne du canal de Suez le 6 octobre 1973, deux semaines avant la sortie du film, marque le début de la guerre du Kippour entre Israël et les pays arabes l'entourant.

En 1973, les relations entre Arabes et Juifs demeurent très tendues, notamment à cause de la rivalité existant entre Israël et les pays arabes du Moyen-Orient depuis le plan de partage de la Palestine de 1947 et la Déclaration d'Indépendance de l'État hébreu en 1948. Depuis 1948, plusieurs guerres ont lieu au Moyen-Orient. À l'issue de la Guerre des Six Jours en 1967, Israël conquiert des territoires importants à ses voisins comme la péninsule du Sinaï et le plateau du Golan, territoires respectivement égyptien et syrien. Israël y construit des fortifications (dont la ligne Bar-Lev le long de la rive orientale du canal de Suez) afin de se protéger militairement des attaques ponctuelles, notamment de Fedayin, survenant sur les nouvelles frontières : les années 1967-1970 constituent en effet une période de guerre larvée entre l'État juif et ses voisins égyptien et syrien.
Le 6 octobre 1973, le jour du jeûne de Yom Kippour (jour le plus sacré du calendrier hébraïque, férié en Israël, et célébré par la majorité de sa population) qui coïncidait avec la période du Ramadan (mois sacré de jeûne pour les musulmans), une coalition menée par l'Égypte et la Syrie attaquent par surprise simultanément dans la péninsule du Sinaï et sur le plateau du Golan. Profitant d'une supériorité numérique écrasante, les armées égyptiennes et syriennes avancent durant 24  à   48 heures, le temps qu'Israël achemine des renforts. Même si les attaquants bénéficient toujours d'une large supériorité numérique, l'armée israélienne arrive à les arrêter. Dix pays arabes de l'OPEP annoncent qu'ils cesseront leurs livraisons de pétrole aux amis d'Israël, une décision qui entraînera le premier choc pétrolier.

#### Les Aventures de Rabbi Jacob, film comique polémique

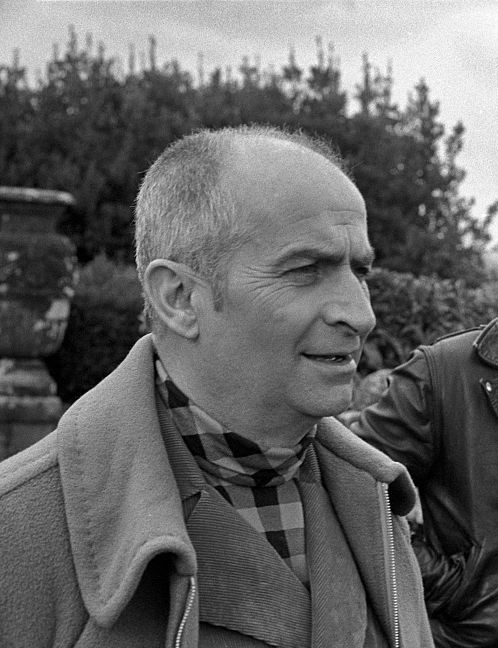
Louis de Funès, interprète principal des Aventures de Rabbi Jacob.

Au début des années 1970, dans ce contexte de tensions, le réalisateur Gérard Oury imagine un film sur l'amitié entre Juifs et Arabes : Les Aventures de Rabbi Jacob. Cette comédie raconte les mésaventures de Victor Pivert, un industriel bourgeois catholique raciste, xénophobe et antisémite incarné par Louis de Funès, qui se retrouve embourbé dans un règlement de comptes entre les membres d'une police d'État d'un pays arabe et un dissident politique révolutionnaire ; pour se cacher, ils se font passer, lui et le révolutionnaire arabe, pour un rabbin orthodoxe — Rabbi Jacob — et son assistant — Rabbi Seligmann — en visite dans la rue des Rosiers à Paris. Au vu de la situation internationale, de nombreux producteurs refusent de produire ce film au sujet sensible car selon eux, « Les Arabes le prendront mal, les Juifs encore plus ! », mais Gérard Oury parvient après plusieurs mois de recherche à trouver un producteur en la personne de Bertrand Javal et sa société de production Films Pomereu, permettant ainsi la concrétisation du projet.
Dès le lendemain de l'éclatement de la guerre du Kippour, le 7 octobre 1973, Gérard Oury, le producteur Bertrand Javal, le distributeur Gérard Beytout et le publicitaire Georges Cravenne, chargé de la promotion du film, envisagent de reculer sa sortie en salles, fixée depuis dix-huit mois au 18 octobre 1973,. Ils décident finalement que Les Aventures de Rabbi Jacob, malgré son sujet polémique, sortira bien à la date prévue, à leurs risques et périls,. Les jours précédant la sortie en salle, Gérard Oury reçoit des billets anonymes à son appartement rue de Courcelles demandant « Il ne faut pas projeter Rabbi Jacob, je vous en conjure, annulez tout ». Un boycott du film ou des manifestations sont redoutés. La préfecture de police de Paris, après des moments d'inquiétude, annonce finalement qu'aucun risque de débordement n'est à craindre pour la sortie du film.

#### Danielle Cravenne

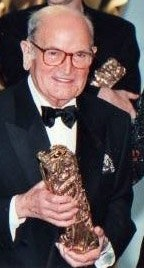
Georges Cravenne, époux de Danielle Cravenne (2000)

À la même période, Danielle Cravenne (née Bâtisse, le 26 juillet 1938), seconde épouse de Georges Cravenne (de son vrai nom Joseph Cohen), est particulièrement touchée par le conflit qui vient d'éclater. Elle s'est convertie au judaïsme lors de son mariage en 1968 mais se sent également proche des Palestiniens : la guerre du Kippour vient ainsi bouleverser son esprit psychologiquement fragile. Elle est, quelque temps plus tôt, soignée pour une « dépression nerveuse ». Sa situation n'était pas connue de tous, Gérard Oury décrivant ainsi comment il la voyait : « Jolie, élégante, trente-cinq ans, deux enfants que le couple chérit, les Cravenne donnent l'image du bonheur ». Le cinéaste pense a posteriori que les billets l'implorant de ne pas sortir son film, qu'il prend pour une plaisanterie, sont de Danielle Cravenne.

« Elle n'était pas du tout d'accord avec la sortie du film Rabbi Jacob en ce moment, où il y a un conflit au Moyen Orient entre les Arabes et les Israéliens, et que ce film traite des rapports entre Arabes et Juifs. Elle trouvait ça un peu indécent. Elle a essayé de voir les différents producteurs de ce film et elle s'est heurtée à un mur et elle m'a dit “Je me suis heurtée au mur de l'argent”, c'est-à-dire que ces gens préfèrent leur argent à la vie des hommes qui sont là-bas. Le conflit israélo-arabe (…) a été le déclenchement de tout en elle : elle ne pouvait plus vivre d'une certaine façon, elle n'acceptait pas les minorités qui étaient persécutées, elle n'acceptait pas que les gens souffrent. C'était un peu une idéaliste. Je sais bien qu'à notre époque, ça ne se fait pas, on ne peut pas être idéaliste, faut vivre bien carré, faut vivre pour l'argent (…) »

— Témoignage d'une amie de Danielle Cravenne, le jour du détournement.
Danielle Cravenne se met en tête de détourner un vol pour se faire entendre. Elle avoue son projet la veille à une amie, qui n'y croit pas. Les détournements d'avion sont alors très fréquents à cette époque, notamment menés par des femmes palestiniennes.

### Détournement
Le jeudi 18 octobre, alors que le film sort en salles, Danielle Cravenne, accompagnée de son chien, passe les contrôles de sécurité de l'aéroport d'Orly en dissimulant deux armes. 
L'avion détourné par Danielle Cravenne est un Boeing 727-228 d'Air France, immatriculé F-BOJC, construit en 1968 sous le numéro de série 19545/564 et propulsé par trois moteurs Pratt & Whitney JT8D-7. Une centaine de passagers sont à bord.  
En vol, Danielle Cravenne vêtue d'un manteau de vison se lève de son siège en direction des toilettes. Lorsqu'elle en ressort, elle tient dans une main un revolver (qui se révélera factice) et une carabine .22 long rifle dans l'autre qu'elle a pu faire passer. Elle fait parvenir au commandant de bord une lettre dans laquelle il n'est question que du Proche-Orient. Puis, elle fait lire ses revendications aux passagers par l'intermédiaire d'une hôtesse de l'air, stipulant que « toutes les bobines de Rabbi Jacob soient mises sous scellé, et qu'elles ne soient projetées que lorsque les Israéliens et les Arabes ne mourront plus » ; que « pendant vingt-quatre heures, personne ne se serve de sa voiture sauf médecins et pompiers » ; que l'affiche du film soit remplacée par l'image « d'un Israélien, d'un Palestinien et d'un Arabe se tenant par la main » ; que, durant vingt-quatre heures, le journal France-Soir n'effectue qu'une seule et unique édition consacrée « aux ethnies spoliées ». Elle menace également de faire écraser le Boeing sur l'usine de Pierrelatte.  
Le pilote la convainc d'accepter de se poser à l'aéroport de Marseille-Marignane pour se ravitailler en kérosène car il n'a pas assez de carburant pour joindre Le Caire. Après l'évacuation des passagers (sauf le commandant de bord et le steward, retenus otages), des négociations commencent avec la police. Dans un reportage diffusé sur l'ORTF, le préfet pour la police des Bouches-du-Rhône, René Heckenroth (de), indique les revendications de la preneuse d'otages : « Elle a réclamé 15 000 litres de kérosène pour partir. Elle voulait se poser dans des régions ahurissantes puis elle a demandé à manger ». Les autorités jugent ses explications « incohérentes » et estiment qu'ils ont affaire à une « déséquilibrée », tandis que Danielle Cravenne écrit « Je ne suis pas folle. Mais je ne suis pas d'accord avec le gouvernement ». 
Après trois heures de discussions, Danielle Cravenne demande à recevoir un repas. Plusieurs membres du Groupe d'intervention de la Police nationale (GIPN) déguisés en stewards s'introduisent dans l'avion et tirent à plusieurs reprises sur la pirate de l'air, à la tête et à la poitrine. Danielle Cravenne meurt des suites de ses blessures dans l'ambulance qui la conduit vers une clinique. Les policiers indiquent avoir agi en légitime défense.

### Suite judiciaire
Le surlendemain du détournement, la une de Libération se fait sur « la pirate du désespoir : une proie facile pour des tueurs assermentés ». Son mari, convaincu que la mort de son épouse aurait pu être évitée, intente un procès à l'État en recourant aux services de Georges Kiejman et Robert Badinter, mais les fragilités psychologiques connues de la preneuse d'otage font que son mari est débouté.
Georges Cravenne explique plus tard à Oury que s'il avait montré le film à sa femme avant sa sortie, elle n'aurait probablement pas commis ce détournement.
Deux ans après les faits, Cravenne poursuit le Trésor public pour obtenir une indemnité d'un franc symbolique, devant la première chambre du tribunal civil. L'Aurore du 22 mai 1975 rapporte le point de vue de l'avocat Albert Naud, représentant Cravenne : « Le commandant de bord, apprenant que l'ordre d'assaut était donné, a estimé que ce n'était pas opportun, précise l'avocat qui s'attache ensuite à montrer que, contrairement à ce qui fut dit, Danielle n'a pas tiré sur le policier. La preuve en est que le chargeur a été retrouvée intact et complet et qu'aucune trace de ce soi-disant projectile n'a été retrouvée. Fallait-il donc la tirer comme un lapin ? ». Leurs arguments[Par qui ?] sont que la pirate de l'air a agi en état de dérèglement mental, et qu'au bout d'un certain moment, il aurait été possible de la désarmer.

## Postérité
Dans son roman Fourrure, paru en 2010, Adélaïde de Clermont-Tonnerre mentionne le détournement d'avion et l'un de ses personnages qualifie Danielle Cravenne de « pauvre folle ».